# Le Prix de la chair
Le Prix de la chair (A Venetian Reckoning ou Death and Judgment, dans les éditions originales en anglais) est un roman policier américain de Donna Leon publié en 1995. C'est le 4e roman de la série mettant en scène le personnage de Guido Brunetti.

## Éditions
Éditions originales en anglais
- (en) Donna Leon, A Venetian Reckoning, Londres, Macmillan Publishers, 19 mai 1995, 240 p. (ISBN 978-0-333-61693-2) — Édition britannique
- (en) Donna Leon, Death and Judgment, New York, HarperCollins, juin 1995, 289 p. (ISBN 978-0-06-017796-6, LCCN 95015480) — Édition américaine (titre alternatif)

Éditions françaises
- Donna Leon (auteur) et William Olivier Desmond (traducteur), Le Prix de la chair [« A Venetian Reckoning »], Paris, Calmann-Lévy, coll. « Calmann-Lévy crime », 4 novembre 1998, 281 p. (ISBN 978-2-7021-2935-7, BNF 36716161)
- Donna Leon (auteur) et William Olivier Desmond (traducteur), Le Prix de la chair [« A Venetian Reckoning »], Paris, Seuil, coll. « Points policier » (no 686), 6 octobre 1999, 301 p. (ISBN 978-2-02-034040-3, BNF 37083679)

## Adaptation télévisée
Le roman a fait l'objet d'une adaptation pour la télévision, en 2000, sous le même titre français (titre allemand original : Vendetta), dans le cadre de la série Commissaire Brunetti dans une réalisation de Christian Castelberg, produite par le réseau ARD et initialement diffusée le 12 octobre 2000.